# Тромбон
Тромбо́н (італ. trombone, збільшуване від tromba — труба; нім. Posaune, заст. пузан) — музичний інструмент сімейства мідних
духових.
Складається з двічі зігнутої циліндричної труби, загальною довжиною близько 300 см, діаметром — від 15 мм. На верхню частину труби встановлюють мундштук, через який музикант вдуває повітря. Нижня частина труби завершується розтрубом. Середня частина — розсувна, називається кулісою. Висуваючи кулісу, музикант збільшує об'єм вібруючого повітря та, відповідно, понижує звук інструменту. Усього використовують 7 позицій куліси, що понижують звук на відповідну кількість півтонів. В положенні всунутої куліси (1-а позиція) при передуванні видобуваються звуки натурального звукоряду від ноти {\displaystyle B_{1}}. Плавне пересування куліси дозволяє досягти ефекту глісандо. В тенор-бас тромбонах використовують також квартвентиль, що підключаючи додаткову крону, знижує звук на кварту. Використання квартвентиля дозволяє заповнити так звану «мертву зону» (сі-бемоль контроктави — мі великої октави, з пропуском сі контроктави), також його використання збільшує довжину трубки інструменту, тим самим даючи 6 позицій (замість семи без нього). Специфічним засобом зміни характеру звуку на тромбоні є сурдина.
Діапазон тромбону — від {\displaystyle B_{1}} до {\displaystyle f^{2}}, в тромбонах без квартвентиля — з пропуском звуків {\displaystyle H_{1}} — E. В партитурі партія тромбонів пишуться нижче партіями валторн і труб. Ноти для тромбона пишуться в теноровому або альтовому ключах. Партію басового тромбона, як правило, пишуть на одному рядку з партією туби під партією тромбонів в басовому ключі. В симфонічному оркестрі найчастіше використовують три тромбона — басовий та 2 тенорових.
Також рідко можна зустріти помповий або педальний тромбон який нечасто використовують у військових оркестрах або гуцульській, весільній музиці, та записується у скрипковому ключі та транспонуться подібно баритоновому ріжку.
Тромбон також широко використовують у джазі, особливо в оркестрах диксиленду та свінгу.
Прабатьком тромбона вважається сакбут.
Відповідність позицій до вентилів на вентильних інструментах:
| I   | -         | B (сі-бемоль)  |
| II  | 2         | A (ля)         |
| III | 1         | As (ля-бемоль) |
| IV  | 1+2 или 3 | G (соль)       |
| V   | 2+3       | Fis (фа-діез)  |
| VI  | 1+3       | F (фа)         |
| VII | 1+2+3     | E (мі)         |

Серед українських тромбоністів: Степан Ганич, Ізраїль Ганзбург, Василь Гарань, Басюк Віктор, Крижанівський Федір, Липський Микола, Ройтфарб Григорій.